# Postveritat
La postveritat és un concepte que descriu la situació en la qual, a l'hora de crear l'opinió pública, els fets objectius tenen menys influència que les crides a l'emoció i a les creences personals. És un eufemisme de novaparla per a mentida.
Oxford Dictionaries va triar post-truth, traduïda al català com «postveritat», com a expressió de l'any 2016. Segons l'entrada en el mateix diccionari, post-truth va ser usat per primera vegada en aquest sentit el 1992 pel dramaturg Steve Tesich, que, en referència a l'escàndol Iran-Contra i la guerra del Golf, va escriure: «nosaltres, com a poble lliure, hem decidit lliurement que volem viure en un món de postveritat».
És una variació moderna al vell refrany cinic «mundus vult decipi» o al poble li agrada ser enganyat.